# Judgment (Angel)
Judgment conocido en América Latina y en España como El Juicio. Es el primer episodio de la segunda temporada de la serie de televisión estadounidense Ángel. Escrito por David Greenwalt en colaboración con Joss Whedon y dirigido por Michael Lange. El episodio se estrenó originalmente el 26 de septiembre del año 2000. En este episodio Ángel y su equipo deben encontrar la manera de ayudar a una mujer embarazada cuyo bebe parece ser muy importante en la venida de la historia, mientras tratan de descifrar que fue lo que Wolfram&Hart trajeron a la tierra. 

## Argumento
El equipo de Investigaciones Ángel continúan su lucha contra las fuerzas de la oscuridad que se esconden en Los Ángeles, en esta ocasión deteniendo los rituales clandestinos efectuados por un demonio en un gimnasio. Mientras Lilah visita a Lindsey en su oficina donde se encuentra Darla, quien afirma sentir a Ángel y que sus recuerdos están regresando. 
En el departamento de Cordelia (usado como cuarteles temporales de IA) el equipo está tratando de resolver que fue lo que W&H invocaron a la tierra, hasta que Cordelia tiene una visión de un demonio Prio Motu. Por sugerencia de Wesley el equipo visitan Caritas un bar-karaoke de demonios dirigido por el anfitrión-un demonio anagógico que puede leer los corazones y el futuro de los que cantan en el karaoke. En el lugar el equipo se encuentran con Merl, un demonio informante de Ángel que sabe donde encontrar a Prio Motu. Antes de irse, el anfitrión se muestra interesado en que Ángel le cante, pero el vampiro rehúsa alegando que no es cosa suya.    
Ángel consigue interceptar al demonio Prio Motu y lo mata para salvar a una mujer embarazada llamada Jo quien al parecer estaba siendo atacada por el demonio. La mujer se enfurece con Ángel informándole tristemente que el demonio era su protector y que iba ayudarla a enfrentarse al tribunal. Arrepentido Ángel se ofrece a ocupar el lugar del demonio pero Jo se aleja de él.
Angel se enfrenta a Merl pidiéndole explicaciones y el demonio le informa que hay un enorme precio por la muerte de la bebe de Jo, la cual según va a convertirse en un ser poderoso y benevolente. Un arrepentido Ángel decide hacerse cargo de la misión del fallecido Prio Motu aun sin el consentimiento de Jo y recurre a la ayuda de Gunn para interceptar el refugio del Prio Motu, donde encuentran un extraño símbolo que le mandan a Wesley para que lo analice.
Ángel espera a que Jo llegue al refugio para ayudarla y consigue rescatarla de varios demonios que quieren asesinarla. Jo le comenta a Ángel que lo único que quiere es proteger a su hija y finge ir al departamento de Cordelia para poder escapar del vampiro. Cuando Ángel se reúne con sus amigos se lleva la sorpresa de no encontrar a Jo, Wesley le comenta que el tribunal consiste en una lucha a muerte. Para obtener más información Ángel canta en el Bar-Karaoke frente al alfitiron la canción de Mandy. El alfitrion le informa que Jo se enfrentara al tribunal donde se encuentra y le comenta que no puede saber si podrá ser capaz de salvarla o no.      
En otra parte de la ciudad, el tribunal aparece ante Jo e invocan a su campeón para realizar el juicio en donde la mujer al no tener su campeón, ni el escudo que comparezcan por su vida es condenada a muerte hasta que aparece Ángel con el escudo y se enfrenta en una feroz batalla en la que el vampiro sale victorioso. El tribunal accede a otorgarle protección a la niña hasta que cumpla la mayoría de edad. 
Ángel regresa al departamento de Cordelia para cambiar su estrategia para registrar sus misiones, algo en lo que sus amigos y empleados están de acuerdo. Esa misma noche Ángel va a visitar a Faith en la prisión donde hablan de la redención.

## Elenco
- David Boreanaz como Ángel.
- Charisma Carpenter como Cordelia Chase.
- Alexis Denisof como Wesley Wyndam Pryce.
- J. Agust Richards como Charles Gunn.

## Producción
Este es el primer episodio en Angel que demuestra que los demonios son capaces de hacer el bien. Angel experimenta culpa después de matar al demonio protector de Jo porque mató a "un ser inocente" y "un soldado como [el]mismo", y porque nunca se le ocurrió que un demonio podía hacer esas cosas.
El actor J. August Richards se integra al elenco principal. Además el nombre de Eliza Dushku se acreditó hasta el final del episodio para ocultar la presencia de su personaje. 

## Continuidad
- Aparece Lorne (en este episodio solo se le conoce como el Alfitrion) un demonio que se convierte en otro aliado de Ángel.
- Angel demuestra tener un interés en las canciones de Barry Manilow.
- El equipo de IA, usan el departamento de Cordy como cuarteles porque las oficinas anteriores volaron en mil pedazos.
- Gunn le menciona a Wesley que ya lo conocía porque lo cuidó a él y a Cordy cuando fueron atacados por Vocah.